# Open systeem (informatica)
Open systemen zijn computersystemen die een combinatie van interoperabiliteit, portabiliteit en open softwarestandaarden bieden.
De term werd begin jaren 80 populair, voornamelijk om systemen te beschrijven die gebaseerd waren op Unix. Deze systemen stonden in schril contrast met de meer gevestigde mainframes en minicomputers die destijds werden gebruikt: in tegenstelling tot oudere legacy-systemen bevatte de nieuwere generatie Unix-systemen gestandaardiseerde programmeerinterfaces en verbindingen voor randapparaten. Ontwikkeling van hardware en software door derden werd aangemoedigd, een aanzienlijk verschil met de toenmalige norm waarbij bedrijven als Amdahl en Hitachi naar de rechter stapten voor het recht om systemen en randapparatuur te verkopen die compatibel waren met de mainframes van IBM.
De definitie van "open systeem" werd in de jaren 90 formeler ingevuld met de opkomst van onafhankelijk beheerde softwarestandaarden zoals de Single UNIX Specification van The Open Group.
Hoewel computergebruikers tegenwoordig gewend zijn aan een hoge mate van hardware- en software-interoperabiliteit, kon het concept van open systemen in de 20e eeuw door Unix-leveranciers worden gepromoot als een belangrijk onderscheidend kenmerk. IBM en andere bedrijven verzetten zich decennialang tegen de trend, wat werd geïllustreerd door een inmiddels beroemde waarschuwing in 1991 van een IBM-accountmanager dat men "voorzichtig moest zijn om niet vast te zitten in open systemen".
In het begin van de 21e eeuw begonnen veel van deze zelfde legacy-systeemleveranciers, met name IBM en Hewlett-Packard, Linux echter te adopteren als onderdeel van hun algehele verkoopstrategie, waarbij "open source" belangrijker werd geacht dan "open systeem". Bijgevolg wordt een IBM-mainframe met zLinux op de markt gebracht als een configuratie die meer aan de definitie van een open systeem voldoet dan standaardcomputers die Microsoft Windows met gesloten broncode gebruiken, of zelfs computers die Unix gebruiken, ondanks hun voorgeschiedenis als open systemen. Als reactie hierop stellen steeds meer bedrijven de broncode van hun producten open. Een opvallend voorbeeld hiervan was Sun Microsystems en hun creatie van de projecten OpenOffice.org en OpenSolaris, gebaseerd op hun voorheen gesloten-source softwareproducten StarOffice en Solaris.